# ミン・ダオ
ミン・ダオ（明道、本名：リン・チャオチャン（林朝章）、1980年2月26日 - ）は台湾の俳優。183clubのメンバー。

## 経歴
台湾出身。血液型O型　身長180cm。台湾芸能事務所、「喬傑立」所属。
2002年、世界各地を取材したテレビ番組、「冒険王」においてのレポーターぶりが評価され、2004年に「天国のウェディングドレス」でドラマデビューし、注目を集める。同年にはアイドルグループ、183CLUBのメンバーとして活動、2005年には台湾で大ヒットを記録したドラマ「カエルになった王子様」に主演し同年、ネット人気投票においては、人気俳優マイク・ハー（賀軍翔）を抑えて人気No.1を獲得した。
ドラマ「カエルになった王子様」では金持ちの御曹司役を演じた彼だが、実際の彼の生い立ちは、ごく普通の商売人の家庭で育ち、自身も小さい頃によく両親の手伝いをしていた。そんな生い立ちから、今後のドラマでは下層の役もこなしてみたいと抱負を語っている。
ネット人気投票リンクのタイトルNo.1を獲得した彼だが、性格はいたって控えめで「僕は台湾人ぽい顔立ちで、そんなにかっこよくないよ」という発言をしている。
語学は、中国語、台湾語の他、英語も流暢に話す。
2020年6月、元アイドルのワン・ティンシュエン（王婷萱）と結婚し、すでに男児が誕生していたことが報道された。

## ドラマ
- 天國的嫁衣（天国のウェディングドレス）（2004年）
- 王子變青蛙（カエルになった王子様）（2005年）
- 愛情魔髪師（ラヴスタイリスト）（2006年）
- 星蘋果楽園（2006年）
- 天使情人（ANGEL LOVERS〜天使の恋人たち〜）（2006年）
- 櫻野3加1（桜野学院3+1）（2007年）
- 夢幻天堂（2007年）
- 敲敲愛上你（2008年）
- 鍾無艷（2010年）
- 幸福最晴天（晴れのちボクらは恋をする）（2011年）
- 唐宮美人天下（則天武后〜美しき謀りの妃）（2011年）
- 王的女人（王の女たち〜もうひとつの項羽と劉邦〜）（2011年）
- 幸福三顆星（2012年）
- S.O.P女王（シンデレラの法則）（2012年）
- 辣媽正傳（2013年）
- 如果我愛你（2014年）
- 滾石愛情故事-新不了情（2016年）
- 天使的幸福（2017年）
- 我們不能是朋友（運命のイタズラ〜私たちは友達になれない）（2019年）

## 映画
- ロングデイズ・ジャーニー この夜の涯てへ（2018年）